# Танкоопасное направление

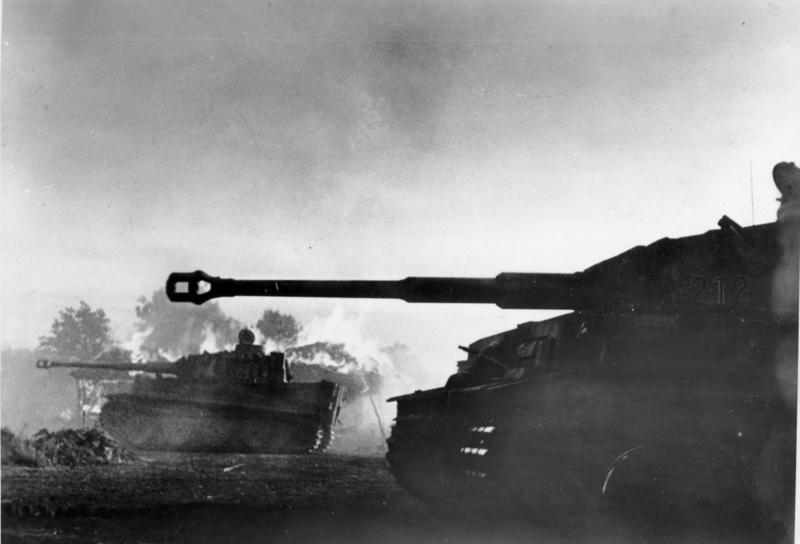
Немецкие танки «Тигр» во время Битвы на Курской дуге
(июль 1943).

Танкоопасное направление — полоса местности, лишённая крупных естественных либо искусственных преград, таких как плотная застройка, водоёмы большой площади, горы, овраги, болота и т. п., которые бы затрудняли противнику массированное задействование в бою бронетанковой техники.

## Суть
Танкоопасное направление должно обладать приемлемым уровнем проходимости и ёмкости для эффективного использования на нём больших масс танков. Как правило, оно определяется командованием в полосе своей обороны и совпадает с наиболее вероятным направлением главного удара противника или, при организации наступления, — с направлениями возможных контрударов и контратак.
В соответствии с этим на танкоопасных направлениях оборудуются позиции частей противотанковой обороны, выстраивается система огня противотанковых огневых средств, выставляются инженерные заграждения и намечаются рубежи действий подразделений ПОЗ.